# 21527 Гортон
21527 Гортон (21527 Horton) — астероїд головного поясу, відкритий 24 червня 1998 року.
Тіссеранів параметр щодо Юпітера — 3,368.